# Darío Siviski
Darío Siviski (Avellaneda, 20 de diciembre de 1962) es un exfutbolista argentino que jugó en varios clubes de Argentina, México, Suiza y Japón. Representó a la Argentina a nivel internacional.

## Trayectoria
Comenzó su carrera como jugador en 1981 en el club Temperley, pasó algún tiempo en el Toluca de México, antes de volver a Temperley en 1985.
En 1986 Siviski se unió al club San Lorenzo de Almagro, donde jugó 126 partidos y anotó 21 goles. Fue pilar de un grupo de jugadores que la prensa apodó como "Los Camboyanos".
En 1990 se unió al Servette de Suiza.
También ha jugado para Independiente y para Estudiantes de La Plata en la primera argentina y al Avispa Fukuoka en la J-League bajo el capitanazgo de Hugo Maradona.
Hacia el final de su carrera como jugador jugó en el Grupo Universitario de Tandil antes de regresar a su primer club, Temperley, en 1997.
Después de retirarse como futbolista trabajó en diversas funciones, entre ellas agente de fútbol, entrenador y director deportivo.

### Selección nacional
Integró el combinado argentino que ganó la medalla de bronce en el torneo de fútbol de los Juegos Panamericanos de 1987 y disputó el torneo de fútbol masculino de los Juegos Olímpicos de Seúl 1988..
Fue también miembro de la selección mayor, con la que disputó la Copa América 1987.